# 柳田村立上町小学校
柳田村立上町小学校（やなぎだそんりつ かんまちしょうがっこう）かつて石川県鳳珠郡能登町にあった小学校。2002年に他の6校と統合される形で閉校となった。統合先の柳田村立柳田小学校（現・能登町立柳田小学校）は2002年4月に開校した。